# DOP (GPS)
För andra betydelser, se Dop (olika betydelser).
DOP (en: dilution of precision) är bidraget till osäkerheten i en positionsbestämning vid GNSS-mätning.
{\displaystyle \sigma =DOP\cdot \sigma _{0}}
där
{\displaystyle \sigma } = osäkerheten i positionsbestämningen

{\displaystyle \sigma _{0}} = osäkerhet i observation
DOP-värdet bör vara så nära 1 som möjligt; ett värde mellan 1 och 2 räknas som idealt, och ett värde mellan 2 och 5 anses vara bra.

## Exempel på olika DOP
Dessa två är de vanligaste typerna av DOP:

P-DOP (positions-DOP): Ogynnsam placering av mottagaren: T.ex. träd eller höga byggnader skymmer 'sikten' för de mottagningsbara satelliterna.

G-DOP (geometri-DOP): Ogynnsam spridning av satelliterna: De mottagningsbara satelliternas inbördes geometri ger en osäker positionering.

Av de övriga DOP-typerna kan nämnas:

H-DOP (horisontell DOP): Fel i beräkningen av den horisontella positionen.

V-DOP (vertikal DOP): Fel i beräkningen av den vertikala positionen.

T-DOP (tids-DOP): Klockfel. GNSS mäter avstånd i tid, även de minsta tänkbara tidsfel ger enorma fel i positioneringen.